# Berliner Maschinenbau

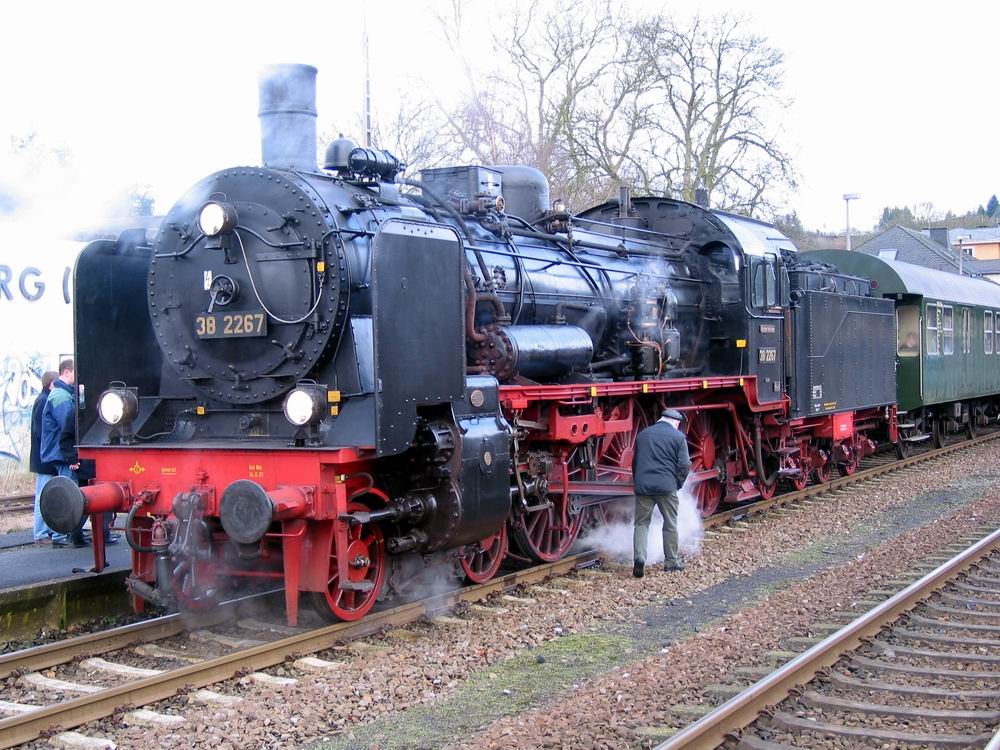
Паровоз P8 производства «Шварцкопф»

Berliner Maschinenbau AG (нем. Berliner Maschinenbau-Actien-Gesellschaft vormals L. Schwartzkopff, Berlin — сокращенно BMAG), также известна как Шварцкопф (нем. Schwartzkopff) — немецкая локомотивостроительная компания, расположенная в Берлине.

## История
3 октября 1853 года Луи Виктор Роберт Шварцкопф основал в Берлине завод «Eisengießerei und Maschinen-Fabrik» («Сталелитейный и машиностроительный завод»). В 1860 году на предприятии случился пожар, который серьёзно повредил здание.
После ликвидации последствий, завод начинает выпуск паровозов, деталей для стрелочных переводов и устройств водоснабжения. В связи с ростом производства, в 1897 году было открыто новое здание, на сей раз в Вильдау. С 1910 года завод, параллельно со строительством паровозов, начинает выпускать электровозы, а с 1924 года и тепловозы.
В конце Второй мировой войны бо́льшая часть зданий компании в Вильдау и Берлине была уничтожена. Из-за этого в 1945 году Berliner Maschinenbau AG прекратил строить локомотивы. 20 сентября того же года были запущены восстановленные литейные цеха и завод начал выпуск металлической посуды, а также печатных машин — Линотипов.
В 1966 году Berliner Maschinenbau AG вошёл в состав немецкого объединения DIAG.